# Nuncia
Nuncia är ett släkte av spindeldjur. Nuncia ingår i familjen Triaenonychidae.

## Dottertaxa tillNuncia, i alfabetisk ordning[1]
- Nuncia alpha
- Nuncia arcuata
- Nuncia conjuncta
- Nuncia constantia
- Nuncia contrita
- Nuncia coriacea
- Nuncia dentifera
- Nuncia elongata
- Nuncia fatula
- Nuncia frustrata
- Nuncia grandis
- Nuncia heteromorpha
- Nuncia inopinata
- Nuncia kershawi
- Nuncia levis
- Nuncia marchanti
- Nuncia nigriflava
- Nuncia obesa
- Nuncia oconneri
- Nuncia pallida
- Nuncia paucispinosa
- Nuncia planocula
- Nuncia roeweri
- Nuncia smithi
- Nuncia stabilis
- Nuncia stewartia
- Nuncia sublaevis
- Nuncia sulcata
- Nuncia tapanuiensis
- Nuncia townsendi
- Nuncia tumidarta
- Nuncia tumula
- Nuncia variegata
- Nuncia vidua